# 薩桑德拉-馬拉韋區
6°53′N 6°27′W / 6.883°N 6.450°W
薩桑德拉-馬拉韋區是科特迪瓦的14個行政區之一，位於該國中部，成立於2011年，首府設於達洛亞，面積23,940平方公里，2014年人口2,293,304，人口密度每平方公里96人。2011年行政区划改革时，由原上萨桑德拉区及马拉韦区合并而成。区名来自萨桑德拉河及马拉韦河。